# Nogometni Klub Croatia Sesvete
El Nogometni klub Croatia Sesvete es un club de fútbol croata de la ciudad de Sesvete. Fue fundado en 1957 y juega en la Druga HNL.